# Puerto Magico Open 2023
Il Puerto Magico Open 2023 è stato un torneo maschile di tennis giocato sul cemento. È stata la 4ª edizione del torneo, facente parte della categoria Challenger 100 nell'ambito dell'ATP Challenger Tour 2023. Si è giocato al Parque Parota di Puerto Vallarta, in Messico, dal 6 al 12 marzo 2023.

## Partecipanti

### Teste di serie
| Nazionalità   | Giocatore           | Ranking* | Testa di serie |
| ------------- | ------------------- | -------- | -------------- |
| Germania      | Daniel Altmaier     | 95       | 1              |
| Francia       | Enzo Couacaud       | 196      | 2              |
| Argentina     | Facundo Mena        | 201      | 3              |
| Argentina     | Juan Pablo Ficovich | 205      | 4              |
| Francia       | Benoît Paire        | 207      | 5              |
| Canada        | Gabriel Diallo      | 211      | 6              |
| Corea del Sud | Hong Seong-chan     | 214      | 7              |
| Regno Unito   | Jan Choinski        | 218      | 8              |

* Ranking al 27 febbraio 2023.

### Altri partecipanti
I seguenti giocatori hanno ricevuto una wild card per il tabellone principale:
- Luca Lemaitre
- Rodrigo Pacheco Méndez
- Alan Fernando Rubio Fierros

I seguenti giocatori sono entrati in tabellone con il ranking protetto:
- Alex Bolt
- Bjorn Fratangelo

I seguenti giocatori sono entrati in tabellone come alternate:
- Ulises Blanch
- Daniel Rincón
- Yuta Shimizu

I seguenti giocatori sono passati dalle qualificazioni:
- Jacopo Berrettini
- James McCabe
- Rubin Statham
- Guido Andreozzi
- Christian Langmo
- Illja Marčenko

## Punti e montepremi
| Torneo    | Torneo              | V      | F      | SF    | QF    | 2T    | 1T    | Q | Q2  | Q1  |
| Singolare | Punti               | 100    | 60     | 36    | 20    | 9     | 0     | 5 | 2   | 0   |
| Singolare | Premi in denaro ($) | 17 650 | 10 380 | 6 140 | 3 570 | 2 105 | 1 270 | – | 635 | 320 |
| Doppio    | Punti               | 100    | 60     | 36    | 20    | –     | 0     | – | –   | –   |
| Doppio    | Premi in denaro ($) | 7 590  | 4 400  | 2 645 | 1 570 | –     | 880   | – | –   | –   |

## Campioni

### Singolare
Benoît Paire ha sconfitto in finale  Yuta Shimizu con il punteggio di 3–6, 6–0, 6–2.

### Doppio
Robert Galloway /  Miguel Ángel Reyes Varela hanno sconfitto in finale  André Göransson /  Ben McLachlan con il punteggio di 3–0 rit.